# Respirační test
Respirační testy tvoří skupinu analytických metod, kterými se stanovuje biologická stabilita materiálu organického původu, např. kompostů, stabilizovaných bioodpadů apod. Jedná se o nepřímé metody založené na měření aktivity mikrobiálních společenstvech ve sledovaných materiálech.
Respirometrické testy mohou být rozděleny na dynamické a statické (Adani and Tambone, 1998). Základní rozdíl je, že měření dynamickými metodami se provádí s kontinuální aerací sledovaného materiálu, zatímco statické metody jsou bez aerace. Nevýhodou statických metod je, že biomasa je provzdušňována pouze pasivní difúzí (Adani, Habart, 2003). Difúze se stává hlavním limitujícím faktorem mikrobiálních společenstev tenkých filmů jaké se vyskytují na odpadních materiálech, neboť kyslík může jen s obtížemi prostupovat dovnitř biomasy k buněčným stěnám mikrobů. Proto mohou být výsledky spotřeby kyslíku u statických metod podhodnocené, zejména při měření čerstvých materiálů. Z toho důvodu bylo navrženo několik dynamických metod, oceňujících spotřebu kyslíku na měření biologické stability (Scaglia et al., 2000; Adani et al., 2001).
Mezi respirometrické testy patří například:
- Respirační a amonifikační testy dle Novák a Apfelthalera, (1964)
- ASTM 96 h (US EPA, 1996)
- AT 4 (Binner, 2002)
- Statický respirační index (Scaglia et al, 2000)
- Dynamický respirační index (Scaglia et al, 2000)